# Manicina areolata
Manicina areolata is een rifkoralensoort uit de familie Mussidae. De wetenschappelijke naam van de soort is als Madrepora areolata gepubliceerd in 1758 door Carl Linnaeus in de tiende editie van Systema naturae. De soort komt voor in de Caraïbische Zee, het zuidelijke deel van de Golf van Mexico en bij Florida, de Bahama's en Bermuda. De soort staat op de Rode Lijst van de IUCN geklasseerd als 'niet bedreigd'.